# Pestkapelle Grießau

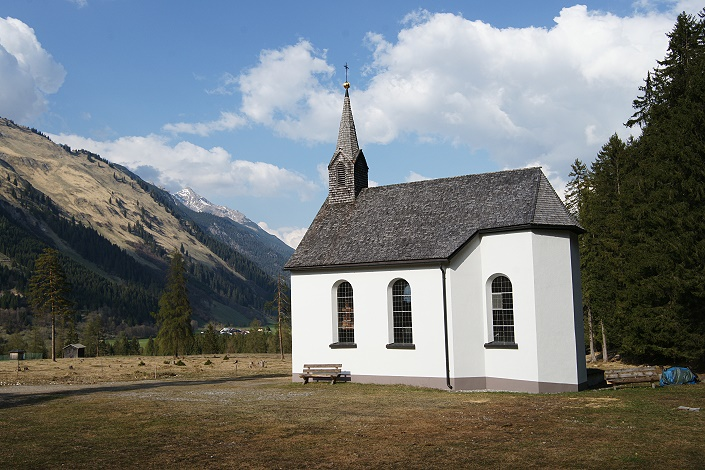
Die Pestkapelle hl. Sebastian in Grießau

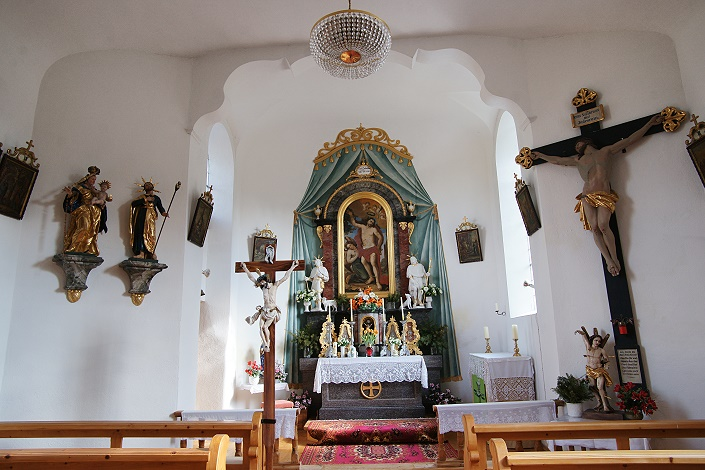
Langhaus, Blick zum Chor

Die Pestkapelle Grießau befindet sich in der Ortschaft Grießau in der Gemeinde Häselgehr im Bezirk Reutte im Bundesland Tirol. Die Kapelle ist dem Patrozinium des Pestheiligen Sebastian unterstellt. Die Kapelle steht unter Denkmalschutz (Listeneintrag).

## Geografische Lage
Das Gebäude liegt südlich des Ortsteiles Grießau, oberhalb der Siedlung, in unverbauter Lage, nahe dem Berghang am Fuß der Lechtaler Alpen.

## Geschichte
Die Pest wütete 1633 bis 1635 rechtsseitig des Lech im Lechtal. Gestiftet wurde die Kapelle von Katharina Peissenberger aus Anlass der im 17. Jahrhundert auch in Österreich ausgebrochenen Pestepidemie.
Der erste Kapellenbau reicht weit zurück, da bereits im Jahre 1696 eine Erweiterung bzw. Neubau erfolgte.
Im Jahre 1832 wurde die Kapelle nochmals vergrößert und in den Jahren 1983 bis 1985 unter freiwilligem Einsatz der Griessauer Bevölkerung einer umfangreichen Restaurierung unterzogen.

## Architektur
Die Kapelle wurde auf dem ehemaligen Pestfriedhof der Gemeinde erbaut. Südlich angrenzend an die Kapelle befindet sich ein kleiner ummauerter Friedhof.
Der einschiffige Kapellenbau über rechteckigem Grundriss hat einen eingezogenen Polygonalchor. Das Satteldach ist mit Schindeln gedeckt und trägt einen Giebelreiter. Seitlich befindet sich ein kleiner Sakristeianbau. An der Nordfassade öffnet sich ein Rechteckportal, die Langhausseiten sind durch je zwei Rundbogenfenster gegliedert, der Chor wird von beiden Seiten durch je ein Rundbogenfenster beleuchtet.
Die Kapelle ist im Inneren flach gedeckt und hat einen geschweiften Chorbogen.

## Ausstattung
Das mit einem gemalten Ehrenvorhang dekorierte Altarbild stellt das Martyrium des Hl. Sebastian dar. Das monumentale Pestkreuz stammt ebenfalls aus dem 17. Jahrhundert. Die Statuette am Fuß des Kreuzes ist eine weitere Darstellung des Hl. Sebastian. Die beiden Statuen auf den Konsolen an der gegenüberliegenden Seite, die Jungfrau Maria mit dem Jesusknaben und der Heilige Rochus von Montpellier, sind ebenfalls Heilige, die bei der Pest angerufen wurden.